# جماعة الكوبرا
جماعة الكوبرا هي حركة فنية ظهرت في باريس في نوفمبر 1948 على أيدي مجموعة من الرسامين التعبيريين. تميّزت أعمالها بالألوان الصارخة إلى حد بعيد،  وأسهمت بنقلة نوعية في الفن باعتماد أشكال وأساليب جديدة ترتكز على الحس الإبداعي للتعبير التلقائي.يُعتبر الرسام الدانمركي آسغر جورن زعيم هذه الجماعة. وقد تأثر مذهب التعبيرية التجريدية بجماعة كوبرا بشكل كبير.

## التسمية
جرى اشتقاق اسم كوبرا (بالإنجليزية: COBRA) من الحروف الأولى لعواصم بلدان الفنانين المؤسسين ولا سيما الأساسيين منها وهي «KO» من كوبنهاغن عاصمة الدنمارك، و«BR» من بروكسل عاصمة بلجيكا، و«A» من أمستردام عاصمة هولندا الثقافية. ولكن نقاد الحركة ربطوا بين الكوبرا كمدلول لفظي جديد للحركة، وبين حيوان الأفعى، فادعوا ان فعالية الأفعى الشهيرة وخطورتها وقدسيتها لدى أمم كثيرة كانت سبباً إضافيا، أو استعارة أخرى تتطابق وتفكير المؤسسين.

## لمحة تاريخية
بعد انتهاء الحرب العالمية الثانية، قام مجموعة من الفنانون التشكيليون بالتواصل مع زملائهم في البلدان الأخرى، بعضهم كان من رواد مدينة باريس عاصمة الفن قبل قيام الحرب التي تسببت بانهيار أيديولوجياتهم. في هذا المناخ من فوضى التوزع الأيديولوجي، وانهيار القيم والمبادئ وتداخلها، ولدت حركة كوبرا بتاريخ 8 نوفمبر 1948 في مقهى فندق نوتردام في مدينة باريس الفرنسية،  كردعلى «دكتاتورية» أندريه برتون وسيطرته المطلقة على السريالية العالمية التي أسسها. وكانت حركة كوبرا تهدف إلى نشر أفكار فنيّة جديدة، وقد ظلت طوال حياتها بعيدة عن تلقي أي دعم مؤسساتي.

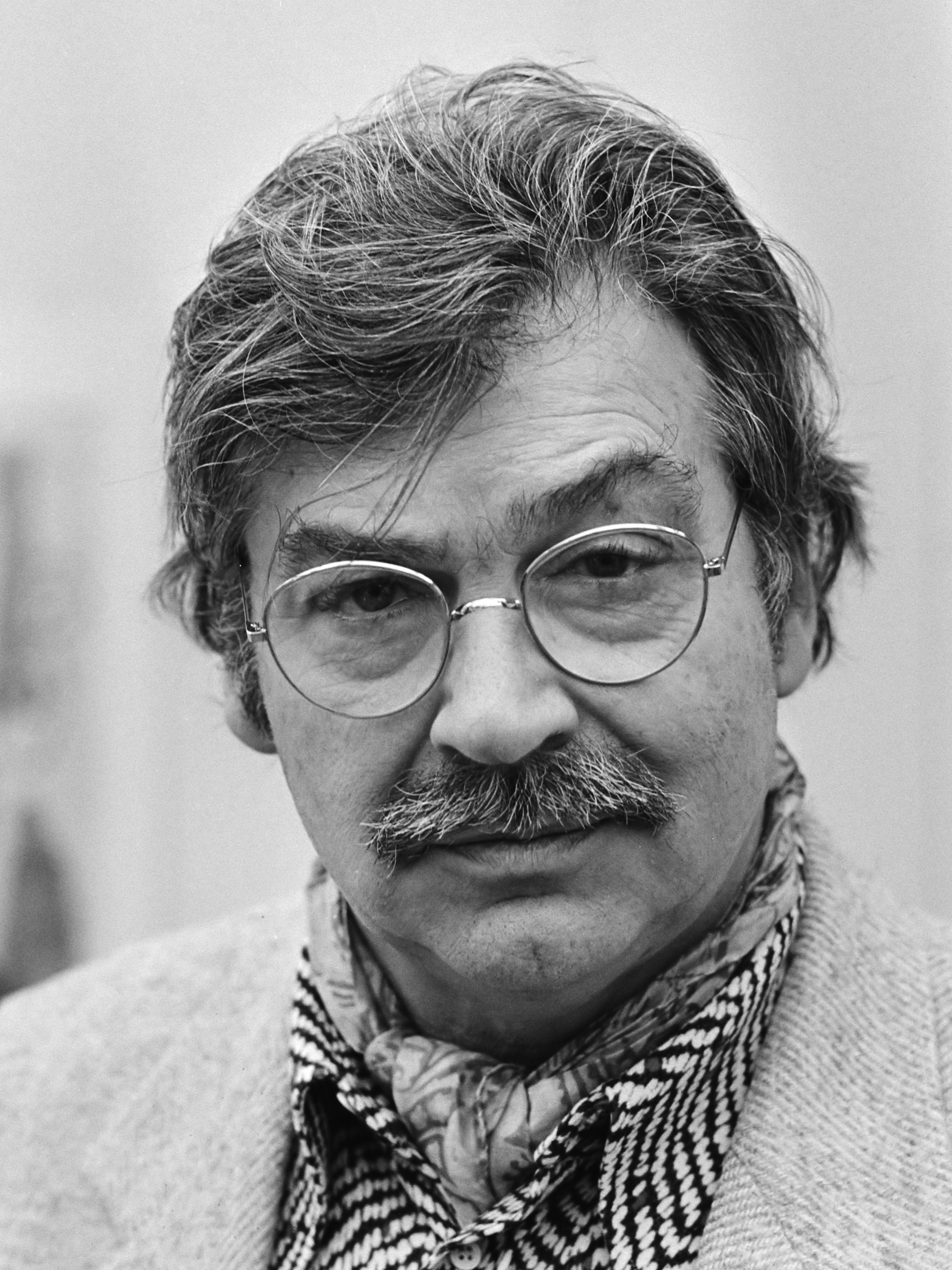
كارل أبل، أحد أبرز مؤسسي الجماعة

واجه الإنسان الأوربي عقب انتهاء الحرب العالمية الثانية، جملة من المخاوف الجديدة، منها: سباق التسلح، والحرب الباردة، والخوف على المستقبل. وقد عكست لوحة القصف (بالإنجليزية: Bombardement) التي أبدعها الفنان ألِشينسكي عام 1950 جانباً من هذه المخاوف. واجهت حركة كوبرا المصاعب التي أعقبت الحرب، والتوازنات الجديدة للقوى العالمية التي أفرزتها الحروب، فلم تنسجم مع اليسار، ولم تقبلها التوجهات السياسية الجديدة القادمة من الولايات المتحدة الأمريكية، التي عمقت ارتباطها وعلاقاتها بأوروبا بعد الحرب.
كانت مجموعة كوبرا تطمح إلى البحث عن بديل لباريس،ورغم أنها أقامت أول معارضها عام 1949، في متحف ستيديليجك في أمستردام باسم «المعرض الدولي للفن التجريبي»، تبعه المعرض الثاني عام 1951 في قصر الفنون الجميلة في مدينة لييج البلجيكية. غير أن ركود سوق الفن حينذاك، وضعف المعاهد التقليدية، وعدم اهتمام الناس في الدنمارك وبلجيكا بموضوعة الفن حال دون تحقيق ذلك؛ ما دفع بفناني كوبرا إلى الإستقرار في باريس، التي كانت تعج بتجار الفن الأمريكيين الذين أشاحوا بوجوههم عن فناني كوبرا وفنهم، كما لم تجذب أعمالهم فنانو باريس، ما رسخ أزمة هذه الحركة، وأدى إلى انهيارها.
رأى معظم النقاد الباريسيين في حركة كوبرا جزء من المدرسة التجريدية، مثلها في ذلك مثل مدرسة باريس، أي أنها لم تأت بجديد لافت. كما وكثيراً ما شبّهت بمنافستها السريالية، التي حاولت أن تسلبها بعض الأدوار، وتسهم بالنيل من «ديكتاتورية» مؤسسها أندريه بريتون، فضمت إلى صفوفها الفنانين والشعراء والكتاب. بمعنى أن المنتمين إلى حركة كوبرا لم يقفوا عند حدود اللوحة الزيتية، أو المائية، أو العمل الفني التشكيلي عموماً، بل كان معظمهم فعالاً في ميادين أخرى: أدبيّة وإعلامية وفلسفية وعلميّة؛ لإيمانهم أن حركة كوبرا في جوهرها لم تأت من أجل الفن فحسب، بل جاءت؛ لتسهم بفعاليّة وقوة في تكوين المجتمع الجديد، وعلى الأصعدة كافة، ومن بينها الفن. وهو ما دفع بيدرسون وأبيل لتنظيم ونشر الشعر، وجورن لإصدار الكتب، والمقالات التي تناولت موضوعات عديدة ومختلفة، في الفن وعلم الآثار والفلسفة والسياسة والمجتمع؛ وصولاً إلى النظريات الماركسية وغيرها.
ونشرت الجماعة مجلة «كوبرا» التي صدرت بين مارس 1949 وسبتمبر 1951. كانت حركة كوبرا تطمح إلى تعميم نظرية مفادها ضرورة خوض غمار الحياة، والمساهمة الفعالة في صنعها ورسم ملامحها الجديدة، غير أن إعراض المؤسسات عن دعمها، وقيام عدد من تجار الفن الأمريكان، مدعومين بعدد من فناني باريس بمحاربتها، إضافة إلى المرحلة القلقة التي جاءت فيها؛ لم يسعفها في تحقيق ما كانت تصبو إليه.
عام 1995 افتتح متحف كوبرا للفن الحديث في أمستردام سعياً للحفاظ على التراث الفكري والفني للحركة، كما وينظم المتحف نشاطات معارضة للفن المعاصر.

## الأسلوب
تأثر فنانو كوبرا بالشعر والفن الشعبي وفن الأطفال والفن البدائي، وعارضوا التقليد، كما وناهضوا الجمال والانسجام في الفن. وكانت أعمالهم تجريبية إلى حد بعيد ذات مضمون رمزي وموضوعي، وطبقت أسلوباً مستوحى من الفن البدائي ومن رسوم الأطفال والمعوقين العقليين. استخدموا تقنية الرش (بالفرنسية: éclaboussement) والفرش (بالفرنسية: étalement) والعلب المثقوبة، وعليه فإن أعمالهم كانت قريبة من الفن اللاشكلي وفن التصوير الإنفعالي الأمريكي.
أطلق على الجماعة اسم «أممية الفنانين التجريبيين» قياساً على الأممية الشيوعية. وكان من أبرز مظاهر الجماعة العمل المشترك أو الجماعي في اللوحة الواحدة. وكان لحركة كوبرا دور مهم في تطوير التعبيرية التجريدية.

## أبرز فناني الكوبرا
ضمت حركة كوبرا بين صفوفها مجموعة من الفنانين والشعراء، منهم :
- كريستيان دوترمون
- جوزيف نواريه
- كارل أبيل
- كونستانت نيوفينهايس
- كورنيللي
- أسغر جورن
- بيير ألِشينسكي
- لوسبيرت
- جان أتلان
- يوجين براندز